# SK 65

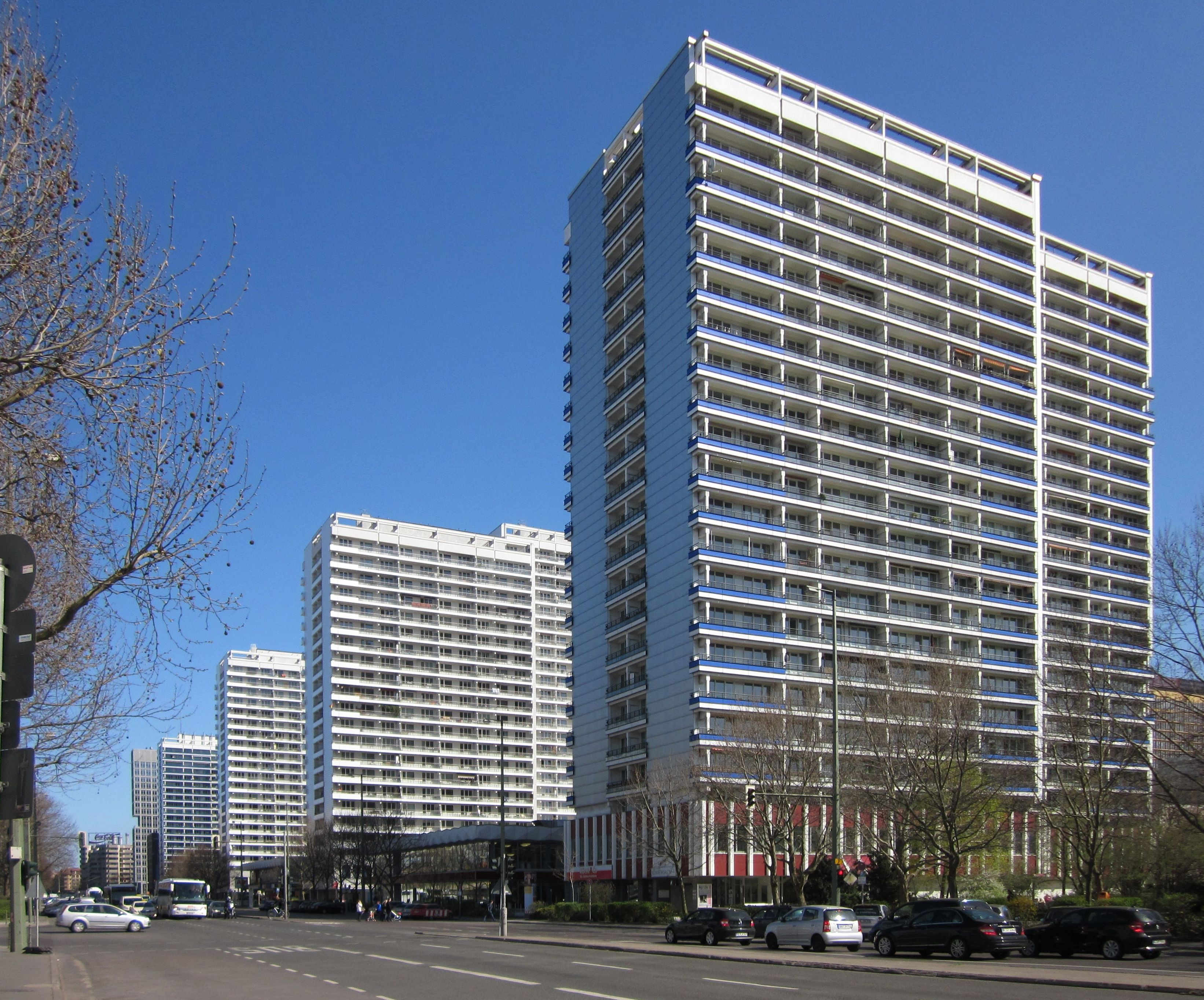
SK 65 im Komplex Leipziger Straße

SK 65 ist ein Gebäudetyp aus der ehemaligen DDR und bezeichnet ein Wohnhochhaus in Skelettbauweise mit 25 Etagen. SK 65 bedeutet, dass das Hochhaus in Skelettbauweise aus dem Jahr 1965 stammt. Der Typ wurde fast immer mit einem baugleichen Hochhaus in leicht versetzter Lage zu einem Doppelhaus kombiniert.

## Standorte (Auswahl)
- Leipziger Straße, Berlin-Mitte
- Anton-Saefkow-Platz, Berlin-Fennpfuhl
- Helene-Weigel-Platz, Berlin-Marzahn[2]